# G20

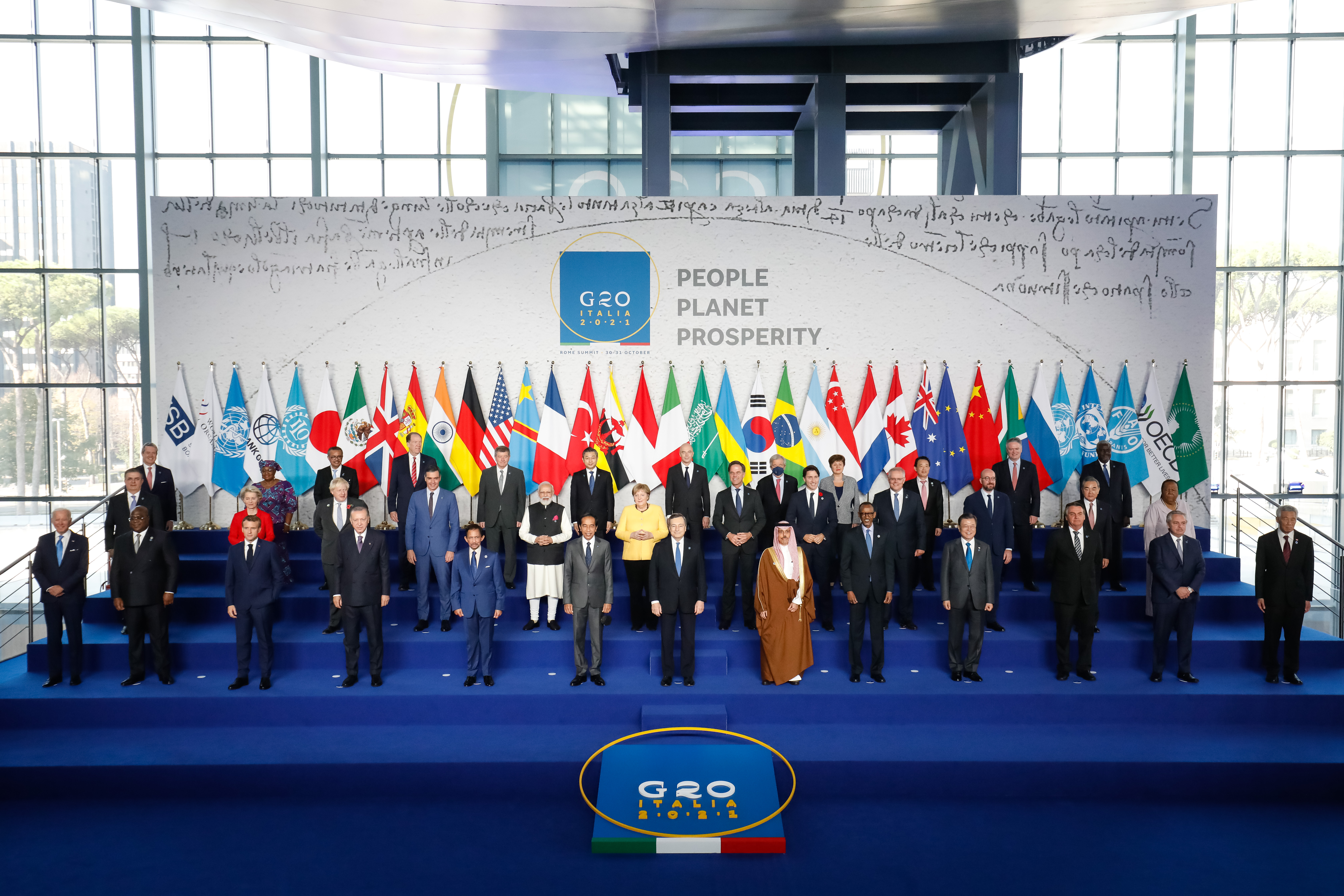
Staats- und Regierungschefs beim G20-Gipfel in Rom 2021

Die G20 (Abkürzung für Gruppe der Zwanzig) ist ein seit 1999 bestehender informeller Zusammenschluss aus 19 Staaten, der Europäischen Union und der Afrikanischen Union. Sie repräsentiert die wichtigsten Industrie- und Schwellenländer. Die G20 dient vor allem als Forum für den Austausch über Probleme des internationalen Wirtschafts- und Finanzsystems, aber auch zur Koordination bei weiteren globalen Themen wie Klimapolitik, Frauenrechte, Bildungschancen, Migration und Terrorismus.
Der Vorsitz der G20 wird von den Mitgliedsländern im Wechsel für jeweils ein Jahr übernommen. Das jeweils vorsitzende Land legt die Agenda fest und richtet als Höhepunkt das Gipfeltreffen der Staats- und Regierungschefs aus, bei dem eine Abschlusserklärung (Kommuniqué) verabschiedet wird, welche zuvor über mehrere Monate in zahlreichen Vorabveranstaltungen und Arbeitsgruppen von den sogenannten Sherpas (den Chefunterhändlern der Mitgliedstaaten), sowie mittlerweile auch zunehmend unter Beteiligung der Zivilgesellschaft (siehe etwa W20), verhandelt wurde. Die darin beschlossenen Maßnahmen sind jedoch völkerrechtlich nicht verbindlich, sondern stellen vielmehr eine Selbstverpflichtung dar. Zielrichtung und Wirksamkeit ihrer Beschlüsse sind daher umstritten.

## Mitglieder

G20-Mitgliedsstaaten
Staaten, die indirekt durch die Mitgliedschaft der EU repräsentiert werden (keine G20-Mitglieder)
Staaten, die indirekt durch die Mitgliedschaft der AU repräsentiert werden (keine G20-Mitglieder)
Staaten mit dauerhafter Einladung (Spanien)

Unter den 19 Mitgliedsstaaten befinden sich unter anderem die Industrieländer der G7 und die Schwellenländer der O5. Drei Mitglieder gehören der Europäischen Union an: Deutschland, Frankreich und Italien. Bis zum Brexit am 31. Januar 2020 war auch das Vereinigte Königreich EU-Mitglied. Zusätzlich ist die EU selbst Mitglied und vertritt auch die anderen EU-Länder. Die Gruppe nahm im Rahmen des Gipfels 2023 in Neu-Delhi die Afrikanische Union (AU) als Mitglied auf.
In den in der G20 direkt oder indirekt vertretenen Staaten leben knapp zwei Drittel der Weltbevölkerung. Sie erwirtschaften über 85 Prozent des weltweiten Bruttoinlandsprodukts (BIP) und bestreiten rund drei Viertel des Welthandels (Stand Ende 2016). Des Weiteren sind sie für rund 80 % der globalen CO2-Emissionen verantwortlich. Das geringste Pro-Kopf-Einkommen der G20-Staaten hat Indien.
| Land bzw. Staatenverbund | Bevölkerung | Bevölkerung | BIP (Nominal) | BIP (Nominal) | BIP (Kaufkraftparität) | BIP (Kaufkraftparität) | Region       | G7 / BRICS                |
| Land bzw. Staatenverbund | Mio.        | Prozent     | Mio. US$      | Prozent       | Mio. US$               | Prozent                | Region       | G7 / BRICS                |
| ------------------------ | ----------- | ----------- | ------------- | ------------- | ---------------------- | ---------------------- | ------------ | ------------------------- |
| Afrikanische Union*      | 1.423,8     | 17,9        | 2.942.607     | 2,9           | 8.301.298              | 5,1                    | Afrika       |                           |
| Argentinien              | 46,2        | 0,6         | 632.770       | 0,6           | 1.225.435              | 0,7                    | Südamerika   |                           |
| Australien               | 26,0        | 0,3         | 1.675.419     | 1,7           | 1.626.940              | 1,0                    | Ozeanien     |                           |
| Brasilien                | 215,3       | 2,7         | 1.920.096     | 1,9           | 3.837.261              | 2,3                    | Südamerika   | BRICS                     |
| Deutschland              | 84,1        | 1,1         | 4.072.192     | 4,0           | 5.309.606              | 3,2                    | Europa       | G7                        |
| Europäische Union*       | 448,0       | 5,6         | 16.641.391    | 16,6          | 24.300.991             | 14,8                   | Europa       | G7 (Beobachter)           |
| Frankreich               | 67,9        | 0,9         | 2.782.905     | 2,8           | 3.769.924              | 2,3                    | Europa       | G7                        |
| Indien                   | 1.417,2     | 17,8        | 3.385.090     | 3,4           | 11.874.583             | 7,2                    | Südasien     | BRICS                     |
| Indonesien               | 275,5       | 3,5         | 1.319.100     | 1,3           | 4.036.901              | 2,5                    | Südostasien  | BRICS                     |
| Italien                  | 58,9        | 0,7         | 2.010.432     | 2,0           | 3.052.609              | 1,9                    | Europa       | G7                        |
| Japan                    | 125,1       | 1,6         | 4.231.141     | 4,2           | 5.702.287              | 3,5                    | Ostasien     | G7                        |
| Kanada                   | 38,9        | 0,5         | 2.139.840     | 2,1           | 2.273.489              | 1,4                    | Nordamerika  | G7                        |
| Mexiko                   | 127,5       | 1,6         | 1.414.187     | 1,4           | 2.742.903              | 1,7                    | Nordamerika  |                           |
| Russland                 | 143,4       | 1,8         | 2.240.422     | 2,2           | 5.326.855              | 3,2                    | Europa/Asien | BRICS; G8 (1998 bis 2014) |
| Saudi-Arabien            | 36,4        | 0,5         | 1.108.149     | 1,1           | 2.150.487              | 1,3                    | Vorderasien  |                           |
| Südafrika                | 59,9        | 0,8         | 405.870       | 0,4           | 952.603                | 0,6                    | Afrika       | BRICS                     |
| Südkorea                 | 51,6        | 0,7         | 1.665.246     | 1,6           | 2.585.011              | 1,6                    | Ostasien     |                           |
| Türkei                   | 85,3        | 1,1         | 905.988       | 0,9           | 3.180.984              | 1,9                    | Europa/Asien |                           |
| Vereinigtes Königreich   | 67,0        | 0,8         | 3.070.668     | 3,0           | 3.656.809              | 2,2                    | Europa       | G7                        |
| Vereinigte Staaten       | 333,3       | 4,2         | 25.462.700    | 25,3          | 25.462.700             | 15,5                   | Nordamerika  | G7                        |
| Volksrepublik China      | 1.412,2     | 17,8        | 17.963.171    | 17,9          | 30.327.320             | 18,5                   | Ostasien     | BRICS                     |
| Summe                    | 6.543       | 82,5        | 97.989.384    | 97,3          | 151.696.996            | 92,4                   |              |                           |
| Welt                     | 7.951,1     | 100,0       | 100.562.011   | 100,0         | 164.155.327            | 100,0                  |              |                           |

Bevölkerung nach den Daten der Weltbank von 2022, Bruttoinlandsprodukt im Jahr 2022, BIP nach Kaufkraftparität sind Schätzungen für das Jahr 2022.
 * Die EU-Mitgliedstaaten außerhalb der G20-Mitglieder Frankreich, Deutschland und Italien sind in der Summe nicht berücksichtigt, ebenso die Staaten in der Afrikanischen Union außerhalb von Südafrika

### Teilnehmer bei den Gipfeltreffen
An den Gipfeltreffen nehmen die Staats- und Regierungschefs, Finanzminister und Zentralbankchefs der 19 Mitgliedsstaaten teil sowie für die Europäische Union der Präsident des Europäischen Rates, der Präsident der Europäischen Kommission und der Präsident der Europäischen Zentralbank.
Darüber hinaus sind als ständige Gäste der Geschäftsführende Direktor des Internationalen Währungsfonds, der Präsident der Weltbank, der Vorsitzende des Internationalen Währungs- und Finanzausschusses (IMFC) und der Vorsitzende des Development Committees der OECD sowie weitere wechselnde Gaststaaten geladen.

### Schweiz
Obwohl sich die G20 mit Fragen des internationalen Finanzsystems befasst, wurde die Schweiz, einer der wichtigsten Finanzplätze der Welt, nicht in die G20 aufgenommen. Auch nach der Größe der Volkswirtschaften, gemessen am BIP, würde die Schweiz zu den G20 gehören, ist doch das BIP der Schweiz größer als dasjenige Südafrikas und Argentiniens. Um diesem Umstand Rechnung zu tragen, hat der damalige französische Präsident Nicolas Sarkozy im November 2010 die Schweiz für Vorbereitungsarbeiten zum Gipfel im November 2011 in Cannes eingeladen. Die Außenminister der Schweiz und Russlands vereinbarten am 25. Oktober 2012 in Moskau, dass Russland (das 2013 die Präsidentschaft innehatte) das Know-how der Schweiz in Finanzfragen für die Vorbereitungen zum G20-Gipfel von 2013 nutzen werde. Da die G20 die Agenden der Weltpolitik prägt, ist es Ziel des Schweizer Bundesrats, ein Dauergast der Vorbereitungstreffen der G20 zu werden. Über eine allfällige Einladung entscheidet jeweils das Vorsitzland der G20. Bisher wurde die Schweiz laut der Schweizerischen Nationalbank (SNB) von Russland (2013), China (2016), Deutschland (2017), Argentinien (2018) sowie Japan (2019) zur Teilnahme am sogenannten „Finance Track“ eingeladen. 2020 und 2021 nahm die Schweiz vollumfänglich teil.

## Geschichte

### Vorgeschichte und Gründung
In Reaktion auf die Asienkrise wurde auf dem Gipfel der APEC-Länder im November 1997 in Vancouver (Kanada) auf Initiative des damaligen US-Präsidenten Bill Clinton eine (auch als Willard Group bezeichnete) Gruppe der 22 beschlossen. Gegenüber der heutigen G20 gehörten zu den G-22-Staaten zusätzlich Hongkong, Malaysia, Polen, Singapur und Thailand; noch nicht vertreten waren die Europäische Union, die Türkei und Saudi-Arabien. Im April 1998 fand das erste Treffen der G22 in Washington, D.C. statt.
Im Jahr 1999 wurde die Gruppe kurzzeitig zur G33 erweitert; diese hatte eine Zusammenkunft im März in Bonn und eine im April 1999 in Washington, D.C. Im September 1999 wurde auf dem Treffen der G7-Finanzminister als Ersatz die G20 ins Leben gerufen. Das Gründungstreffen fand am 15./16. Dezember 1999 in Berlin statt. Diese G20 ist nicht zu verwechseln mit dem gleichnamigen Zusammenschluss von Entwicklungsländern, der 2003 bei der Welthandelsorganisation entstand, dann aber an Bedeutung verlor.

### Zusammenkünfte
| Jahr | Stadt            | Land                   | Datum            | Bemerkungen |
| ---- | ---------------- | ---------------------- | ---------------- | --- |
| 1999 | Berlin           | Deutschland            | 15.–16. Dez.     | Gründung; bis 2008 als Finanzministertreffen |
| 2000 | Montreal         | Kanada                 | 24.–25. Okt.     | |
| 2001 | Ottawa           | Kanada                 | 16.–17. Nov.     | |
| 2002 | Delhi            | Indien                 | 22.–23. Nov.     | |
| 2003 | Morelia          | Mexiko                 | 26.–27. Okt.     | |
| 2004 | Berlin           | Deutschland            | 19.–21. Nov.     | |
| 2005 | Peking           | Volksrepublik China    | 15.–16. Okt.     | |
| 2006 | Melbourne        | Australien             | 18.–19. Nov.     | |
| 2007 | Kapstadt         | Südafrika              | 17.–18. Nov.     | |
| 2008 | São Paulo        | Brasilien              | 8.–9. Nov.       | |
| 2008 | Washington, D.C. | Vereinigte Staaten     | 15.–16. Nov.     | „Weltfinanzgipfel“: erstes Treffen auf der Ebene der Staats- und Regierungschefs angesichts der Weltfinanzkrise 2007–2008, zusätzlich mit den Niederlanden, Spanien und Tschechien; siehe G20-Gipfel in Washington 2008 |
| 2009 | London           | Vereinigtes Königreich | 1.–2. Apr.       | Nachfolgetreffen des Gipfels von Washington, zusätzlich mit Spanien, Tschechien (EU-Ratsvorsitz), den Niederlanden, Äthiopien (NEPAD-Vertreter) und Thailand (ASEAN-Vorsitz)                                            |
| 2009 | Pittsburgh       | Vereinigte Staaten     | 24.–25. Sep.     | zusätzlich mit Spanien, den Niederlanden, Schweden (EU-Ratsvorsitz) |
| 2010 | Toronto          | Kanada                 | 26.–27. Jun.     | zusätzlich mit Äthiopien (NEPAD-Vertreter), Malawi (AU-Vorsitz), den Niederlanden, Spanien (EU-Ratsvorsitz) und Vietnam (ASEAN-Vorsitz); siehe G20-Gipfel in Toronto 2010                                               |
| 2010 | Seoul            | Südkorea               | 11.–12. Nov.     | zusätzlich mit Äthiopien (NEPAD-Vertreter), Malawi (AU-Vorsitz), Singapur, Spanien und Vietnam (ASEAN-Vorsitz) |
| 2011 | Cannes           | Frankreich             | 3.–4. Nov.       | zusätzlich mit Äthiopien (NEPAD-Vertreter), Äquatorialguinea (AU-Vorsitz), Singapur, Spanien und den Vereinigten Arabischen Emiraten (Golf-Kooperationsrat)                                                             |
| 2012 | Los Cabos        | Mexiko                 | 18.–19. Jun.     | zusätzlich mit Äthiopien (NEPAD-Vertreter), Benin (AU-Vorsitz), Chile, Kambodscha, Kolumbien und Spanien |
| 2013 | Sankt Petersburg | Russland               | 5.–6. Sep.       | |
| 2014 | Brisbane         | Australien             | 15.–16. Nov.     | Gründung der Women20 (W20) |
| 2015 | Antalya          | Türkei                 | 15.–16. Nov.     | zusätzlich mit Aserbaidschan, Malaysia (ASEAN-Vorsitz), Senegal (NEPAD-Vertreter), Singapur, Spanien und Simbabwe (AU-Vorsitz)                                                                                          |
| 2016 | Hangzhou         | Volksrepublik China    | 4.–5. Sep.       | Die VR China und die USA gaben bekannt, das Pariser Abkommen zur Reduzierung von Treibhausgasemissionen zu ratifizieren; siehe G20-Gipfel in Hangzhou 2016                                                              |
| 2017 | Hamburg          | Deutschland            | 7.–8. Jul.       | siehe G20-Gipfel in Hamburg 2017 |
| 2018 | Buenos Aires     | Argentinien            | 30. Nov.–1. Dez. | siehe G20-Gipfel in Buenos Aires 2018 |
| 2019 | Osaka            | Japan                  | 28.–29. Jun.     | siehe G20-Gipfel in Osaka 2019 |
| 2020 | Riad             | Saudi-Arabien          | 21.–22. Nov.     | siehe G20-Gipfel in Riad 2020 |
| 2021 | Rom              | Italien                | 30.–31. Okt.     | siehe G20-Gipfel in Rom 2021 |
| 2022 | Bali             | Indonesien             | 16.–17. Nov.     | siehe G20-Gipfel auf Bali 2022 |
| 2023 | Neu-Delhi        | Indien                 | 9.–10. Sep.      | siehe G20-Gipfel in Neu-Delhi 2023 |
| 2024 | Rio de Janeiro   | Brasilien              | 18.–19. Nov.     | siehe G20-Gipfel in Rio de Janeiro 2024 |
| 2025 |                  | Südafrika              |                  | |

## Bewertung

### Erfolge
Obwohl ihre Resolutionen nicht verbindlich sind, werden laut einer Studie der University of Toronto 60–80 % der Maßnahmen von den Mitgliedstaaten auch tatsächlich umgesetzt. Da die G20 selbst keine Organisation ist, ergeben sich hieraus oft auch Handlungsaufträge an andere Akteure, wie etwa den Internationalen Währungsfonds oder den Basler Ausschuss für Bankenaufsicht.
Konkrete Erfolge waren etwa nach der weltweiten Finanzkrise die Stabilisierung der Finanzmärkte durch verbindliche Eigenkapitalquoten und strengere Regeln zur internationalen Bankenregulierung. Darüber hinaus wurden Maßnahmen gegen Steuervermeidung (wie etwa die globale Mindeststeuer) vereinbart, der Informationsaustausch zur Terrorabwehr verbessert, die Covax-Initiative vorbereitet und Maßnahmen zum Kampf gegen den Klimawandel auf den Weg gebracht.

### Überwachung von Politikern
Nach Dokumenten, die von Edward Snowden an die britische Zeitung The Guardian weitergegeben wurden, hat der britische Nachrichten- und Sicherheitsdienst (Government Communications Headquarters) beim G20-Treffen 2009 in London systematisch Politiker anderer Staaten ausspioniert und abgehört und plant dies für zukünftige G20- und G7-Treffen. So wurden unter anderem Mobilfunkverbindungen, E-Mails und Computer ausspioniert, mittels Keyloggern Daten teilweise auch nach dem G20-Gipfel noch weiter gewonnen und an britische Politiker weitergegeben. Die Teilnehmer wurden zu diesem Zweck unter anderem in kostenlose Internetcafés gelockt.